# Pellegrino Turri
Pellegrino Turri (Castelnuovo di Garfagnana, 1765 – 1828) è stato un inventore italiano.

## Biografia
Pellegrino Turri perfezionò la prima macchina da scrivere, inventata a Fivizzano dal Conte Agostino Fantoni nell'anno 1802 e subito operativa per la sorella Anna Carolina Fantoni che era diventata cieca. Forse il Turri era legato alla Contessa Anna Carolina da una relazione sentimentale. Inventò anche la carta carbone al fine di fornire l'inchiostro alla macchina. Non si sa quasi nulla della macchina, ma alcune delle lettere scritte con essa sono arrivate fino a noi.
Questa invenzione della prima macchina da scrivere italiana è stata tramandata, anche nel secolo passato, con alcuni travisamenti per cui sembrava che fosse il Pellegrino Turri l'inventore, ma recenti studi prima del professor Loris Jacopo Bononi e poi del ricercatore fivizzanese Rino Barbieri hanno colmato e tolto ogni dubbio a chi spetta il merito di questa invenzione che il libro "Macchine per scrivere" di Cristiano Riciputi e Domenico Scarsello ha chiarito definitivamente. (ISBN 9791220004565).